# 청원고등학교 (충북)
청원고등학교(淸原高等學校)는 대한민국 충청북도 청주시 청원구 오창읍 구룡리에 위치한 공립 고등학교이다.

## 학교 연혁
- 2004년 9월 24일 : 학교 설립 계획안 의결(충청북도교육위원회)
- 2006년 8월 22일 : 청원고등학교(淸原高等學校) 교명 확정
- 2007년 3월 1일 : 정용하 초대 교장 취임
- 2007년 3월 3일 : 제1회 입학식(8학급 241명)
- 2007년 5월 1일 : 개교식
- 2007년 11월 22일 : 기숙사(淸心學舍) 1층 준공(15실 60명 수용)
- 2008년 7월 24일 : 기숙형 공립고 선정(교육과학기술부)
- 2009년 10월 16일 : 기숙사(淸心學舍) 증축(5층 240명 수용) 및 개관식
- 2009년 11월 10일 : 자율형 공립고 및 자율학교 지정(교육과학기술부)
- 2010년 2월 11일 : 제1회 졸업식(졸업생 231명)
- 2012년 2월 10일 : 창의인성 교육 연구학교 지정(교육과학기술부)
- 2013년 10월 16일 : 기숙사(청심학사) 증축(5층 180명, 연인원 420명 수용) 및 개관식
- 2020년 9월 1일 : 자율형공립고 재지정(2020.03.01.~2025.02.28. 교육부)
- 2023년 3월 1일 : 제5대 손기향 교장 취임
- 2024년 2월 7일 : 제15회 졸업식(졸업생 173명, 누계 3,364명)
- 2024년 2월 28일 : 2024학년도 입학식(남 92명, 여 117명 총 209명)

## 참고 자료
- 청원고등학교 - 한국교육학술정보원 학교알리미